# 马修·韦尔斯 (曲棍球运动员)
马修·韦尔斯（英語：Matthew Wells，1978年5月2日—），澳大利亚男子曲棍球运动员。他曾代表澳大利亚国家队参加2000年、2004年和2008年夏季奥林匹克运动会曲棍球比赛，获得一枚金牌和二枚铜牌。